# Zuckererbse
Die Zuckererbse (Pisum sativum subsp. sativum convar. axiphium) ist eine Erbsensorte aus der Familie der Fabaceae. Andere Namen für die Zuckererbse sind Kefe, Kaiserschote, Kiefelerbse, Knackerbse, Zuckerschote oder Mange-tout. 
Die Blüten der Zuckererbse sind weiß bis rosa. Die Früchte der Zuckererbse haben keine Pergamentschicht in der Hülse und werden nicht zäh. Sie ist die beliebteste unter den Erbsenvarietäten.

## Anbau
Die Zuckererbse kommt in Europa, Nordamerika, Indien und Teilen Afrikas vor. Sie stammt wahrscheinlich von der Wilderbse (Pisum elatius) ab. 
Für den Anbau liegt der optimale pH-Wert zwischen 6,5 und 7. Jungpflanzen vertragen Temperaturen bis −4 °C.
Junge Hülsen dieser Sorte werden in der Regel ganz, also mit der Hülse gegessen. Man kann die gesamten Hülsen roh oder gegart verzehren. Daher auch der Name Mange-tout, französisch für Iss alles.

## Galerie

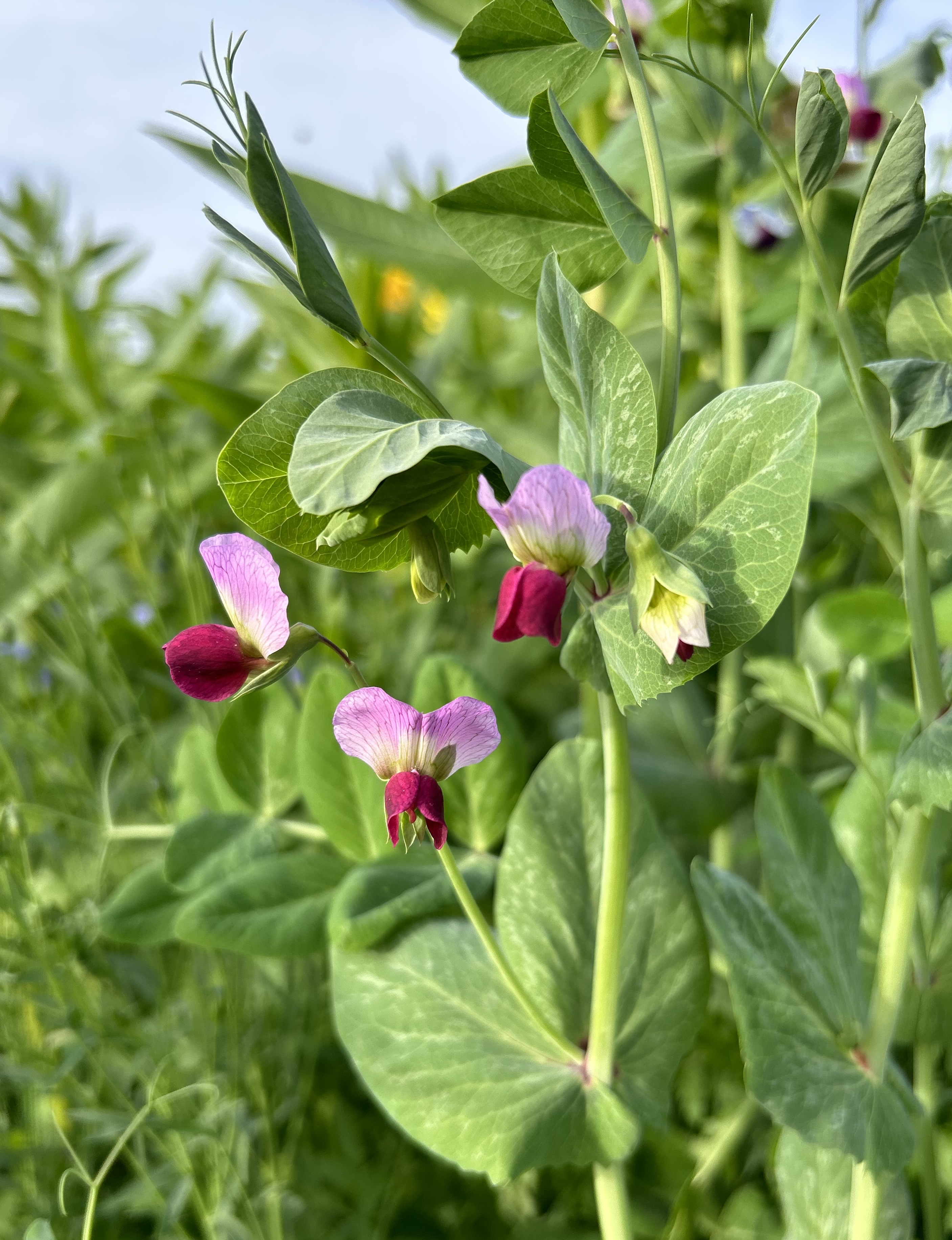
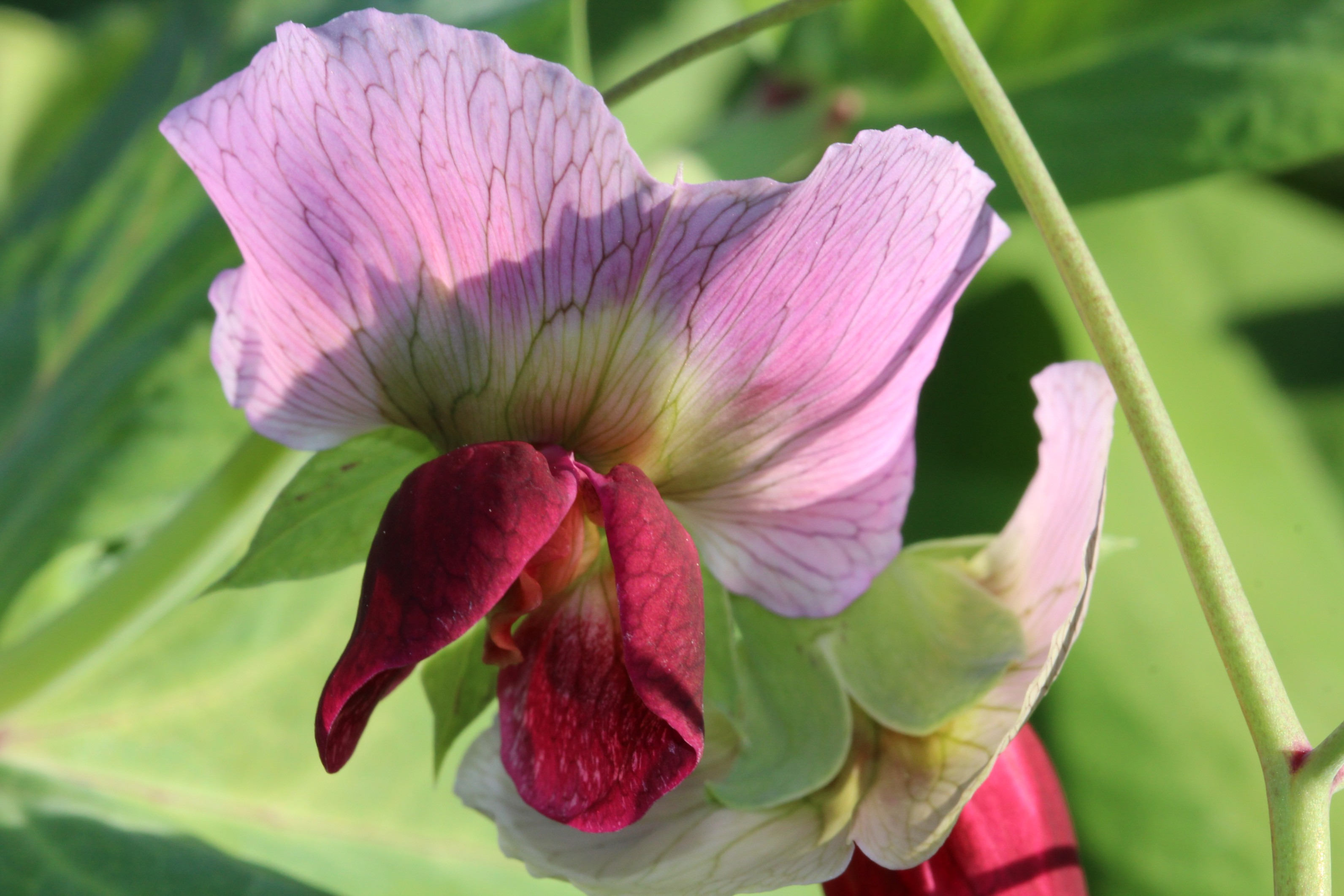
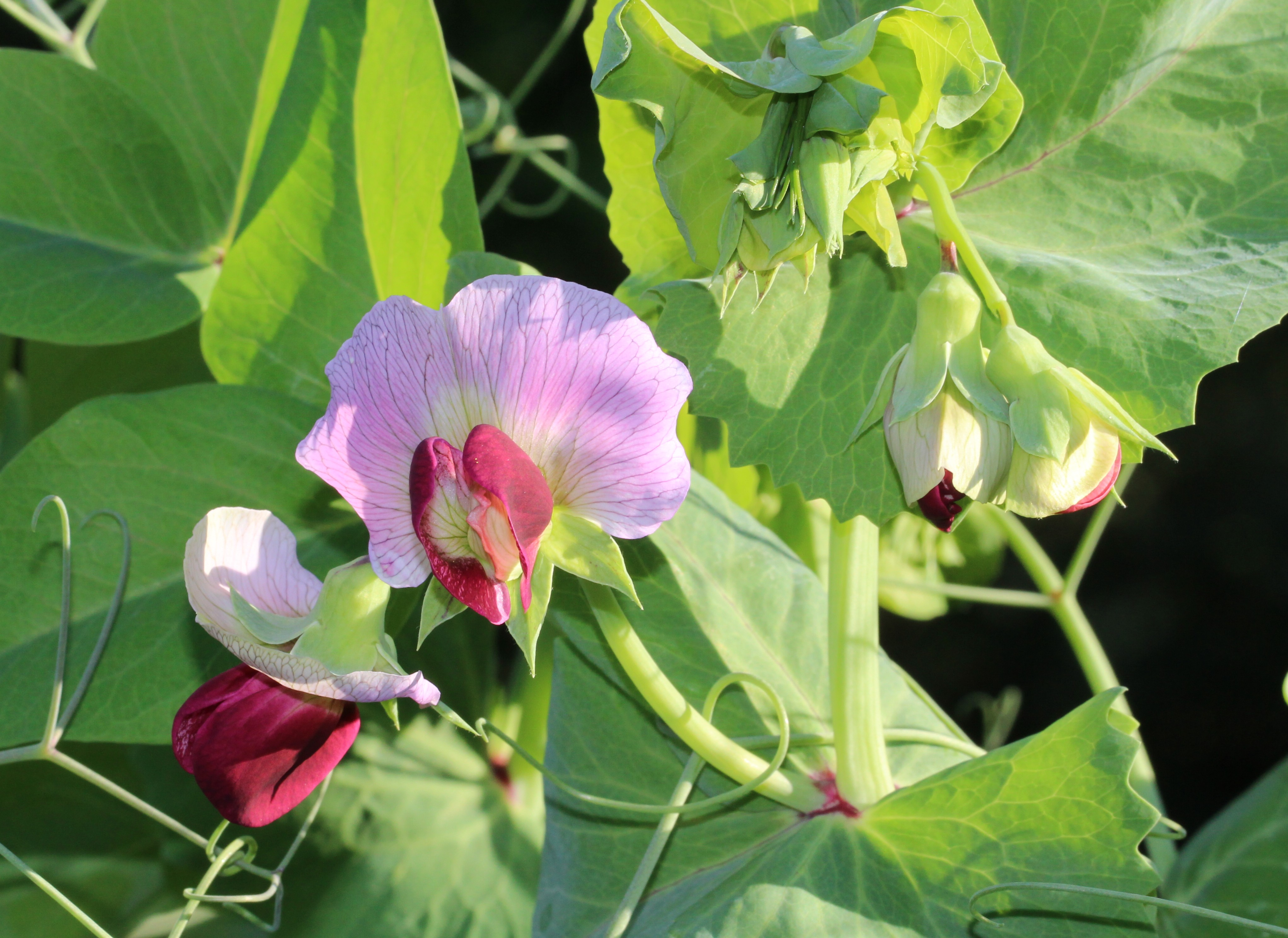
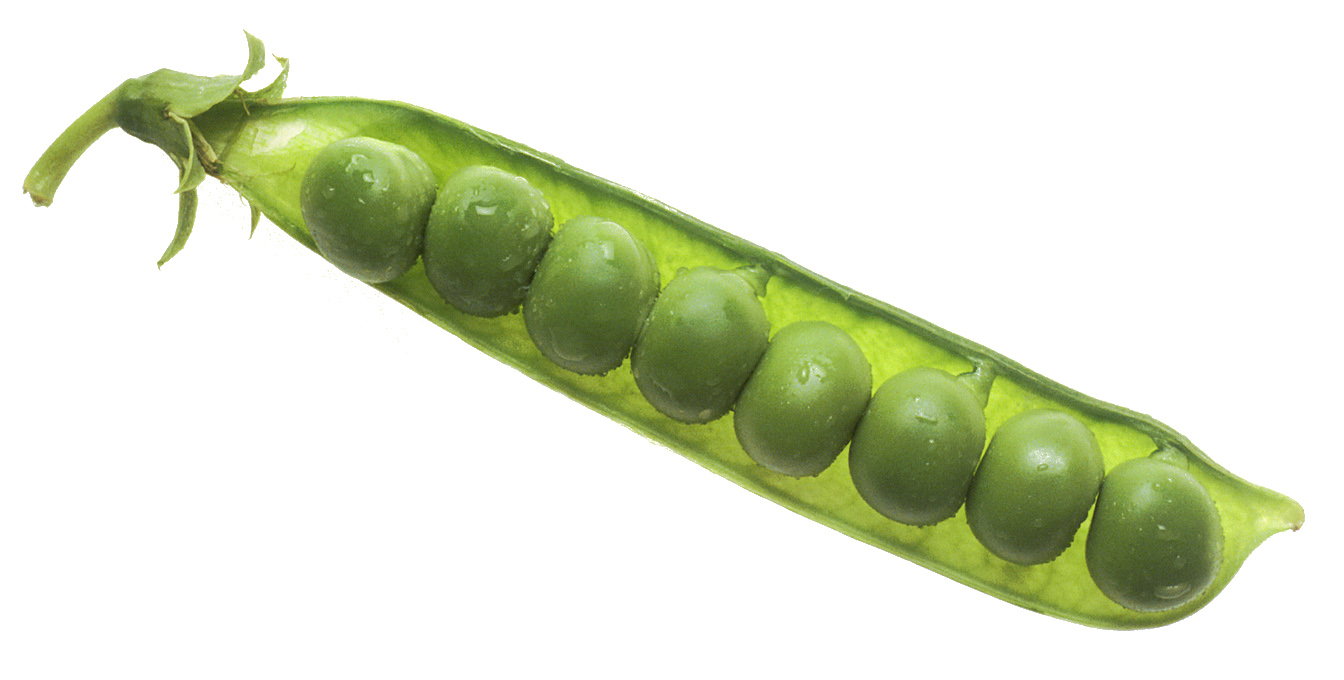